# 後藤禎和
後藤 禎和（ごとう さだかず、1967年 - ）は、NPO法人ワセダクラブの理事・事務局長。通称は、「ゴッペ」。

## 経歴
日比谷高校を経て、1986年、早稲田大学に入学。1988年対明治学院大戦で公式戦デビュー。ただし、ケガによりこの年の早明戦には出場できなかった。1989年、主将の清宮克幸や堀越正巳、今泉清、前田夏洋、打矢二郎らと共に日本体育大学（決勝戦）を45対14の大差で破り、大学選手権優勝を果たす。都立大泉高校出身の春日康利とともに「都立大コンビ」と呼ばれた。
1990年、ヤマハ発動機に入社しラグビー部に所属。1998年度～1999年度には主将を務め、関西Aリーグ（1部）への昇格を果たす。2000年度より早稲田大学ラグビー蹴球部のコーチに就任。部内の「鬼軍曹」役を務め、三度の大学選手権優勝に貢献した。
2003年、NPO法人ワセダクラブの立ち上げに参加。理事・事務局長に就任した。
2008年現在もワセダクラブラグビーシニアチーム（関東社会人2部）の現役プレーヤーである。
2012年2月、辻高志の後任として、早稲田大学ラグビー蹴球部監督に就任。
2015年度限りで早稲田大学ラグビー蹴球部監督を退任。